# 资溪站
资溪站，位于中华人民共和国江西省抚州市资溪县鹤城镇，距离县城3千米，是鹰厦铁路上的火车站。车站建于1955年，1956年1月1日开办临时客货运业务，1988年11月21日由四等站升级为三等站:174。资溪站由南昌铁路局上饶车务段管辖，办理客运业务，每日大约有5躺列车停靠；货运办理整车普通货物业务，可办理零散货物快运以及批量零散货物快运业务。

## 车站结构

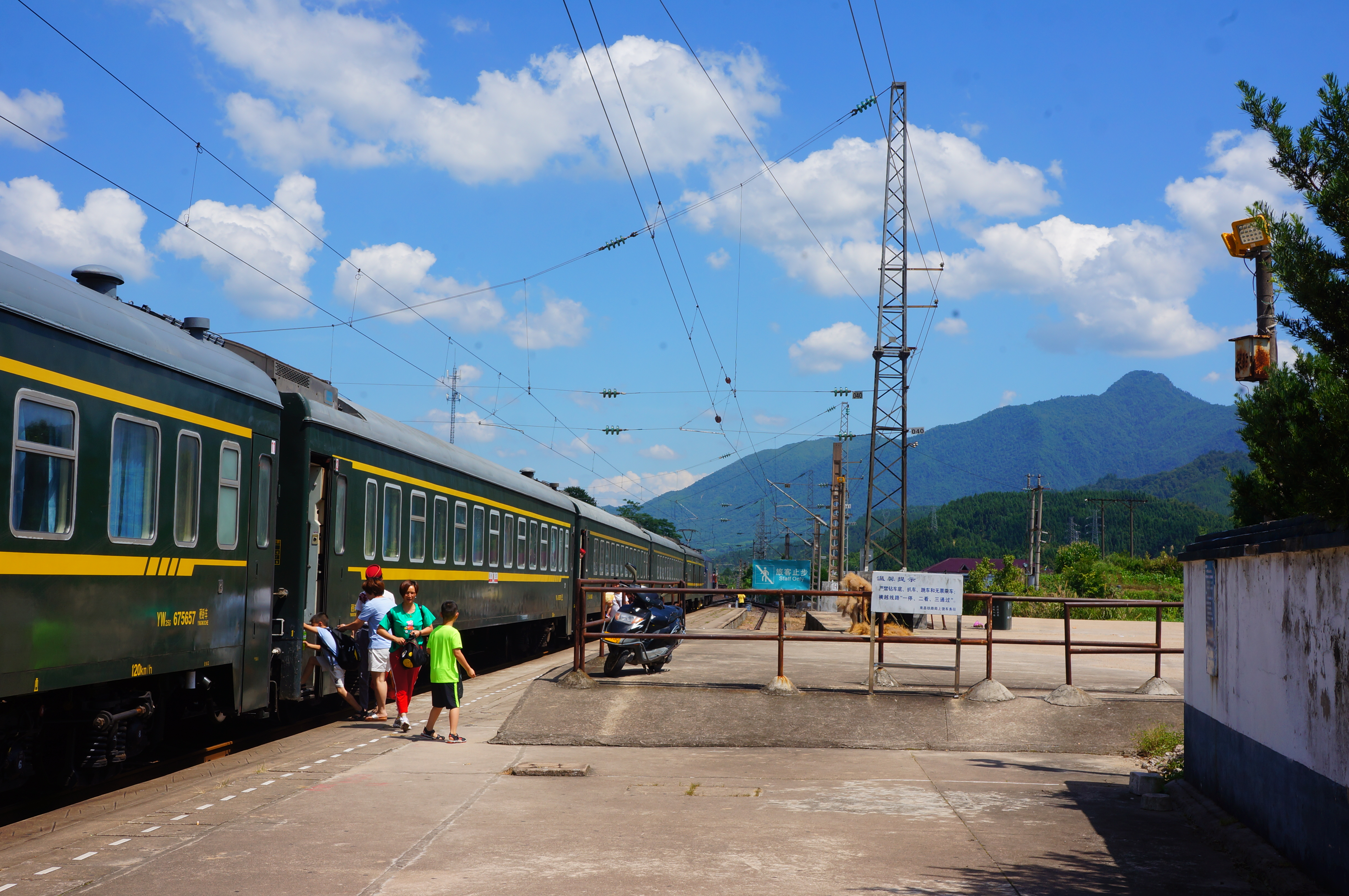
站台南侧末端

资溪站站房设有客运室、货运室和调度室。车站站场设有6条股道，其中1-4道股道长732米、5道733米、6道长度478米。车站货场面积2423平方米、设有面积1440平方米的仓库。1988年车站修建通往资溪县油库的专用线，于1989年竣工:171,174。
| 侧线     | 鹰厦铁路 列车 |
| 侧线     | 鹰厦铁路 列车 |
| 侧线     | 鹰厦铁路 列车 |
| 侧线     | 鹰厦铁路 列车 |
| 正线     | 鹰厦铁路 列车 |
| 1站台    | 鹰厦铁路列车  |
| 侧式站台 |               |

## 車站周邊
- 中国邮政资溪火车站邮政所
- 泰伯公园
- 绿岛国际大酒店
- 资溪县鹤城镇人民政府
- 资溪森林公安局
- 资溪一中新校区
- 资溪县审计局
- 中国邮政储蓄银行资溪县支行